# Steve Clark (voetballer)
Steven Thomas 'Steve' Clark (Mason, 14 april 1986) is een Amerikaans betaald voetballer die dienstdoet als voetbaldoelman. Hij verruilde in 2014 Hønefoss BK voor Columbus Crew.

## Clubcarrière
In 2009 tekende Clark bij Charleston Battery uit de USL-1. In november van 2009 had Clark een stage bij Bradford City. Hij maakte indruk maar kon geen contract tekenen bij de club door problemen met de werkvergunning. Later had hij stages bij het Noorse Stabæk en Hønefoss BK. Bij die laatste tekende hij uiteindelijk een contract. In maart van 2011 wist Clark een basisplaats te veroveren bij Hønefoss BK. Met Clark in het doel kreeg het team in 2011 de minste doelpunten tegen in de hele Adeccoligaen. Daarnaast promoveerde Hønefoss BK naar de Tippeligaen. Ook in de Tippeligaen wist Clark zich staande te houden. In 2012 kreeg hij een plaatsje in het sterrenelftal van de Tippeligaen die door tv-station TV 2 werd gemaakt. Ook was hij volgens het dagblad Ringerikes Blad speler van het jaar van Hønefoss BK. Op 16 december 2013 tekende hij bij Columbus Crew uit de Major League Soccer. Hij maakte op 9 maart 2014 tegen DC United zijn debuut voor Columbus.